# Syndicate (jogo eletrônico de 1993)
Syndicate é um jogo eletrônico de estratégia em tempo real e tática em tempo real isométrico desenvolvido pela Bullfrog Productions e publicado pela Electronic Arts em 1993. Foi lançado originalmente para MS-DOS, Amiga e Amiga CD32, e posteriormente portado para diversas outras plataformas. É o primeiro título da série Syndicate. Ambientado em um futuro distópico no qual as corporações substituíram os governos, Syndicate coloca o jogador no controle de uma corporação que busca a dominação global.

## Jogabilidade
A jogabilidade de Syndicate envolve o comando de uma equipe de um a quatro agentes ciborgues em cidades visualizadas em uma perspectiva isométrica fixa. O objetivo é cumprir missões, como assassinar executivos de sindicatos rivais, resgatar aliados capturados, "persuadir" civis e cientistas a se juntarem à corporação do jogador ou eliminar todos os agentes inimigos.
Conforme o jogador progride, ele deve gerenciar a pesquisa e o desenvolvimento de novas armas e melhorias cibernéticas. O jogador tem fundos limitados, exigindo a cobrança de impostos dos territórios conquistados. Territórios com impostos excessivos podem se revoltar, resultando na perda do território e exigindo a repetição da missão. O jogador começa o jogo com pistolas, progredindo para armas cada vez mais destrutivas, incluindo Uzis, metralhadoras, lança-chamas, rifles de precisão, bombas-relógio, lasers e a poderosa arma Gauss. Além disso, o jogador pode usar itens como kits médicos para curar seus agentes, scanners para localizar pedestres/veículos e o "Persuasor" para fazer uma lavagem cerebral nos alvos do jogador, fazendo-os obedecer cegamente.

## Enredo
O enredo de Syndicate é apresentado no manual do jogo. À medida que as corporações multinacionais ganharam poder e influência, elas passaram a exercer influência direta sobre os governos do mundo, eventualmente os substituindo e controlando a vida das pessoas por meio do comércio. Uma dessas "megacorporações", chamada EuroCorp, inventou o "CHIP", um dispositivo inserido no pescoço que altera a percepção de uma pessoa sobre o mundo exterior, entorpecendo seus sentidos para a miséria e a sujeira ao seu redor. Também abriu o usuário à sugestão e manipulação pelas megacorporações. Em pouco tempo, as megacorporações se tornaram Sindicatos criminosos corruptos, lutando entre si pelo monopólio da fabricação de CHIPs e pelo controle das populações.
O jogo coloca o jogador no comando de uma corporação auto-nomeada em um mundo cyberpunk de um futuro próximo no ano de 2096. As equipes de até quatro agentes ciborgues – que, de acordo com a cena de introdução do jogo, são civis comuns que foram capturados, ciberneticamente aprimorados e reprogramados. Os agentes são usados em uma série de missões, que incluem assassinatos, infiltração, roubo e "persuasão" (usando um dispositivo chamado Persuasor para capturar indivíduos importantes ou hordas de civis, policiais e outros para servirem de bucha de canhão). Novos agentes também podem ser Persuadidos e adicionados à lista do jogador, para substituir aqueles que foram feridos ou mortos. Perder todos os agentes resulta em uma tela de game over, pois a corporação do jogador configura a aeronave de controle do jogador para se autodestruir e cair.
Durante o curso do jogo, o jogador estabelece o domínio mundial com seu sindicato estabelecido, um território por vez, enquanto enfrenta e elimina sindicatos rivais (como The Tao, Sphinx Inc. e The Castrilos) e acaba com rebeliões internas. O final mostra o esquadrão eliminando onda após onda de agentes inimigos na estação de pesquisa do Acelerador Atlântico: a vitória declara o início de um novo Império em toda a Terra.

## Lançamento
O jogo foi lançado inicialmente no Reino Unido em 2 de julho de 1993 para computadores Amiga e PC DOS e, posteriormente, foi portado para uma ampla variedade de outros formatos. A versão DOS usava a resolução padrão de 320x200 de 256 cores (Modo 13h) apenas para os menus de planejamento e principais, com a parte de simulação tática renderizada em 640x480 com apenas 16 cores. A resolução mais alta permitia detalhes mais finos nos gráficos e permitia a ilusão de que mais de 16 cores eram usadas por meio de dithering. Gráficos semelhantes e o mesmo design de níveis foram usados nas portas para Macintosh, 3DO, Atari Jaguar e RiscPC.
Uma versão separada foi feita para os consoles mais simples de 16 bits, pois o hardware não conseguia suportar a complexidade do jogo original. Ele continha um novo design de níveis e gráficos diferentes, e foi lançado para Sega Mega Drive e SNES. Mais tarde, foi lançado no PlayStation Portable como parte do EA Replay, uma compilação de jogos retrô lançada nos Estados Unidos em 7 de novembro de 2006; esta versão é a versão SNES e é executada no PSP por um emulador.
Em janeiro de 2012, a versão DOS de Syndicate foi relançada, empacotada com versões pré-configuradas do emulador DOSBox para versões modernas do Windows. Em outubro de 2012, a versão DOSBox foi disponibilizada para Mac OS X. Em 2015, Syndicate ficou disponível gratuitamente na plataforma Origin da Electronic Arts.
Um pacote de expansão chamado Syndicate: American Revolt foi lançado posteriormente em 1993.

## Recepção
Syndicate foi aclamado pela crítica após seu lançamento. A apresentação realista, a escrita e a violência da jogabilidade foram particularmente elogiadas. Ele consolidou a reputação da Bullfrog após seus primeiros sucessos com as séries Populous e Powermonger, e apareceu em várias listas dos maiores videogames de todos os tempos.
A Computer Gaming World criticou a falta de multiplayer, pesquisa aleatória, IA ruim e missões repetitivas. A revista concluiu que "Syndicate é um esforço polido e significativo" que atrairia fãs de outros jogos da Bullfrog, mas "não oferece o mesmo poder de permanência de seus antecessores". A COMPUTE! observou: "Este não é um jogo para usar como uma lição de moral para as crianças - é sangrento, exige que você seja implacável e algumas pessoas podem questionar o uso de drogas para controlar seus agentes. Mas é divertido de jogar."
Syndicate recebeu vários prêmios e honras de publicações de jogos, incluindo:
- 67º melhor jogo de PC de todos os tempos pela Computer Gaming World (1996)[3]
- 29º melhor jogo de todos os tempos pela Next Generation (1996)[4]
- 7º melhor jogo de Amiga pela Amiga Power (1996)[5]
- 42º melhor jogo já feito pela UGO.com (2010)[6]
- Lista dos melhores videogames violentos de todos os tempos pelo The Daily Telegraph (2011)[7]
- 3º melhor jogo de Amiga pela Wirtualna Polska (2011)[8]
- 16º melhor jogo de computador de todos os tempos pela PC Gamer US (1994)[9]
- 11º melhor jogo de computador de todos os tempos pela PC Gamer UK (1994)[10]
- 37º lugar no Top 100 de jogos de SNES pela Total! (1995)[11]
- 8º lugar no Top 10 de jogos de 3DO pela GamesMaster (1996)[12]
- 22º lugar no Top 100 de jogos de todos os tempos pela GamesMaster (1996)[13]

## Legado
Syndicate Wars é uma sequência direta de 1996 para Syndicate, apresentando gráficos 3D e lançada para PC e PlayStation. Várias tentativas da Bullfrog de produzir outro jogo Syndicate foram todas abandonadas. Esses jogos cancelados incluíram pelo menos um para PC e outro para PlayStation 2. O jogo foi reimaginado pela Starbreeze Studios como Syndicate, um jogo de tiro em primeira pessoa lançado para PC, PlayStation 3 e Xbox 360 em 2012. Um sucessor espiritual, Satellite Reign, foi desenvolvido por alguns dos funcionários originais.